# Maysville (Kentucky)
Maysville è una città degli USA, ubicata nella contea di Mason e nello Stato del Kentucky. Si trova sul fiume Ohio a 106 km a sud-est di Lexington.

## Geografia fisica
Secondo l'United States Census Bureau, Maysville occupa una superficie di 55,32 km², di cui 49,16 km² (pari all'88,86%) si trovano sulla terraferma e 6,16 km² si trovano in acqua.

## Società

### Evoluzione demografica
Secondo il censimento del 2010, Maysville ha una popolazione di 9 011 abitanti, con una densità di popolazione di 162,9 persone per km². L'84,9% della popolazione è composto da bianchi americani, il 10,9% da afroamericani, lo 0,9% da asio-americani, lo 0,24% da nativi americani, lo 0,6% da altre razze e il 2,39% da appartenenti a due o più razze. Gli ispano-americani rappresentano l'1,4% della popolazione.